# Oberonia
Oberonia é um género botânico pertencente à família das orquídeas (Orchidaceae).